# Bojana Jovanovski
Bojana Jovanovski (sr. Бојана Јовановски, Beograd, 31. prosinca 1991.) srbijanska je profesionalna tenisačica.

## Životopis
Jovanovski je počela trenirati tenis sa 7 godina. Profesionalno igra od 2007. godine, a već 2010. probila se među 100 najboljih tenisačica, završivši godinu na 71. mjestu. Svoj prvi WTA naslov osvojila je 27. srpnja 2012. u Bakuu. Najbolji rezultat na Grand Slam turnirima ostvarila je 4. kolom Australian Opena 2013., u kojem je tijesno poražena od Amerikanke Sloane Stephens.
Od 2009. nastupa za Srbiju u Fed Cupu.
Trener joj je otac, Zoran Jovanovski. Teniski joj je uzor Rafael Nadal.

## Osvojeni turniri

### Pojedinačno (1 WTA)
| Br. | Datum            | Turnir | Suparnica u finalu | Rezultat |
| 1.  | 27. srpnja 2012. | Baku   | Julia Cohen        | 6:3, 6:1 |

## Rezultati na Grand Slam turnirima
| Grand Slam      | 2010. | 2011. | 2012. | 2013. |
| --------------- | ----- | ----- | ----- | ----- |
| Australian Open | -     | 2k    | 1k    | 4k    |
| Roland Garros   | -     | 1k    | 1k    |       |
| Wimbledon       | 2k    | 1k    | 2k    |       |
| US Open         | 1k    | 1k    | 2k    |       |

## Plasman na WTA ljestvici na kraju sezone
| 2008. | 2009. | 2010. | 2011. | 2012. | 2013. |
| ----- | ----- | ----- | ----- | ----- | ----- |
| 561.  | 189.  | 71.   | 65.   | 56.   |       |

## Vanjske poveznice
- Profil na stranici WTA Toura (engl.)
- Službena Facebook stranica (engl.)